# Вулиця Глібова (Ніжин)
Вулиця Глібова — вулиця міста Ніжина. Пролягає від вулиці Шевченка до вулиці Стефана Яворського.
Немає сусідніх вулиць.

## Історія
Одна з найдавніших вулиць міста. З 1878 року називалася Земським провулком, після 1917 — Ніжинської вулицею. 1960 року вулиця отримала сучасну назву — на честь українського поета Леоніда Глібова.
На вулиці збереглося чимало архітектурних пам'яток кінця XVIII — початку XIX століть. Наприклад, будинок № 1 — 2-поверховий будинок (перший поверх цегляний, другий — дерев'яний), лиштви, галереї та вежа над входом, якого прикрашені оригінальним різьбленням. Будинок № 4 — одноповерховий дерев'яний будинок з різьбленою лиштвою та дерев'яним мереживом по фризу. Будинок № 10 — 2-поверховий будинок кінця 18 — початку 19 століть з металевими віконницями (раніше) та своєрідним оформленням кімнат першого поверху.

## Забудова
Вулиця пролягає у північно-східному напрямку паралельно вулицям Гребінки та Богушевича. Парна та непарна сторони вулиці зайняті садибною та малоповерховою (2-поверхові будинки) житловою забудовою.
Установи
- будинок № 1 — «Ніжинтехномережа»
- будинок № 5 — Ніжинтепломережі (абонентський відділ), Ніжинська фітосанітарна служба

Пам'ятники архітектури чи історії
- будинок № 4 — Будинок, де мешкав О. Величковський — історії знову виявлений
- будинок № 5 — Житловий будинок — архітектури місцевого значення
- будинок № 6 — Житловий будинок — архітектури місцевого значення
- будинок № 10 — Житловий будинок — архітектури місцевого значення